# Néonazisme aux États-Unis
Pour un article plus général, voir Néonazisme.
 (octobre 2023).
La mise en forme du texte ne suit pas les recommandations de Wikipédia : il faut le « wikifier ».
Les points d'amélioration suivants sont les cas les plus fréquents. Le détail des points à revoir est peut-être précisé sur la page de discussion.
- Les titres sont pré-formatés par le logiciel. Ils ne sont ni en capitales, ni en gras.
- Le texte ne doit pas être écrit en capitales (les noms de famille non plus), ni en gras, ni en italique, ni en « petit »…
- Le gras n'est utilisé que pour surligner le titre de l'article dans l'introduction, une seule fois.
- L'italique est rarement utilisé : mots en langue étrangère, titres d'œuvres, noms de bateaux, etc.
- Les citations ne sont pas en italique mais en corps de texte normal. Elles sont entourées par des guillemets français : « et ».
- Les listes à puces sont à éviter, des paragraphes rédigés étant largement préférés. Les tableaux sont à réserver à la présentation de données structurées (résultats, etc.).
- Les appels de note de bas de page (petits chiffres en exposant, introduits par l'outil «  Source ») sont à placer entre la fin de phrase et le point final[comme ça].
- Les liens internes (vers d'autres articles de Wikipédia) sont à choisir avec parcimonie. Créez des liens vers des articles approfondissant le sujet. Les termes génériques sans rapport avec le sujet sont à éviter, ainsi que les répétitions de liens vers un même terme.
- Les liens externes sont à placer uniquement dans une section « Liens externes », à la fin de l'article. Ces liens sont à choisir avec parcimonie suivant les règles définies. Si un lien sert de source à l'article, son insertion dans le texte est à faire par les notes de bas de page.
- La présentation des références doit suivre les conventions bibliographiques. Il est recommandé d'utiliser les modèles {{Ouvrage}}, {{Chapitre}}, {{Article}}, {{Lien web}} et/ou {{Bibliographie}}. Le mode d'édition visuel peut mettre en forme automatiquement les références.
- Insérer une infobox (cadre d'informations à droite) n'est pas obligatoire pour parachever la mise en page.

Pour une aide détaillée, merci de consulter Aide:Wikification.
Si vous pensez que ces points ont été résolus, vous pouvez retirer ce bandeau et améliorer la mise en forme d'un autre article.
Le néonazisme aux États-Unis est représenté par plusieurs organisations et groupes. La plus grande organisation néo-nazie est le Mouvement national-socialiste (NSM) avec environ 400 membres dans 32 États.

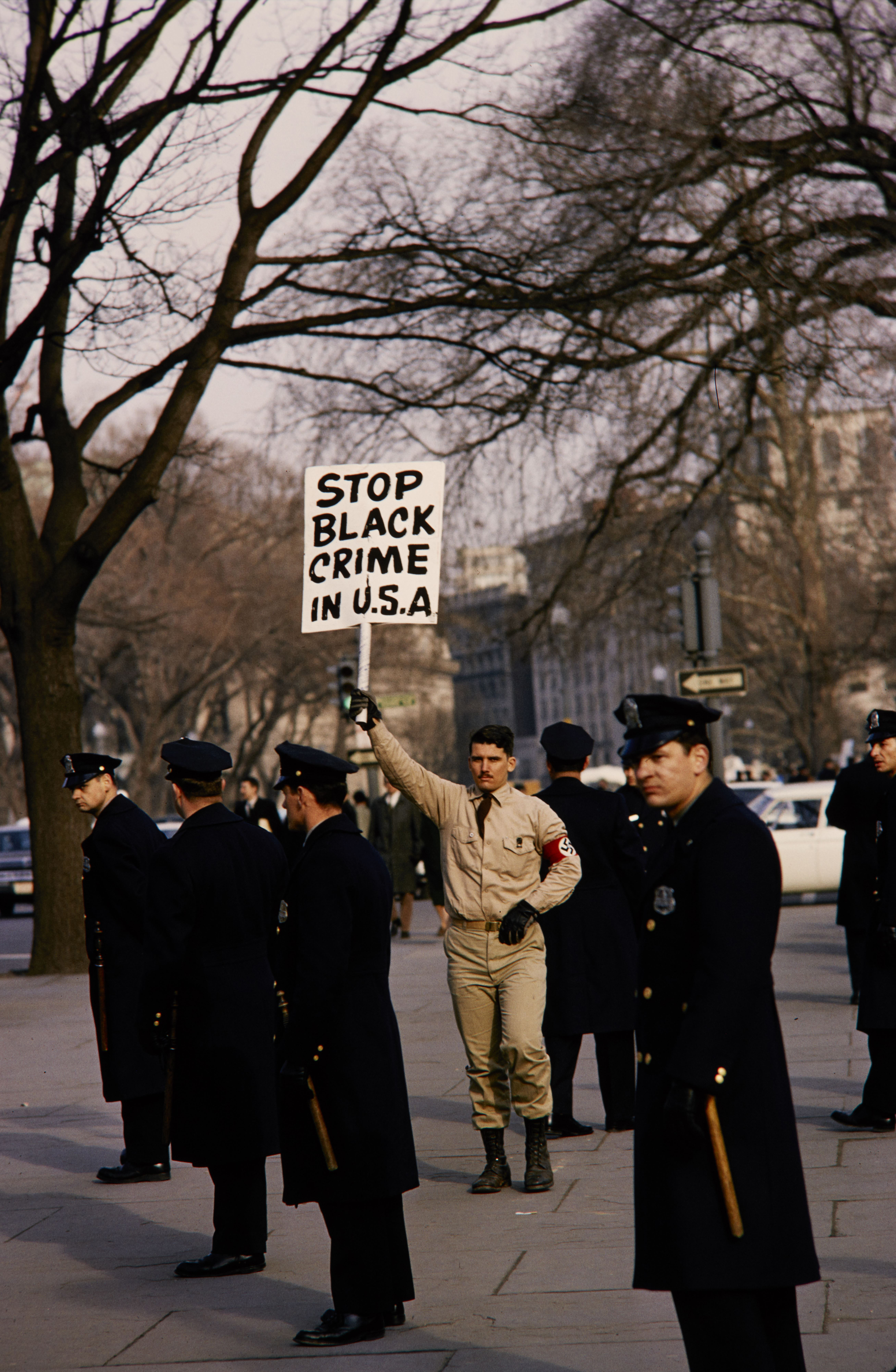
Manifestation néonazie devant la Maison-Blanche à Washington en 1965.

## Idéologie
De nombreux néo-nazis envisagent la création d' un État autocratique calqué sur l'Allemagne nazie, appelé « l'Imperium occidental». On pense que cet État pourra atteindre la domination mondiale en unissant les arsenaux nucléaires des quatre principales puissances mondiales « aryennes », les États-Unis, la Grande-Bretagne, la France et la Russie, sous un commandement militaire unique cet État devrait être dirigé par une figure comme le Führer, appelé "vindex" ("sauveur", "punisher"). Le territoire de l'État comprendra toutes les régions habitées par la "race aryenne", au sens où les néo-nazis l'entendent. Seuls les représentants de la "race aryenne" deviendront des citoyens à part entière de l'État. Le "Western Imperium" se lancera dans un programme d'exploration spatiale dynamique, suivi par la « super race » génétiquement modifiée Homo Galactica. L'idée de "Western Imperium" est basée sur le concept de "Imperium" tel qu'il est décrit dans le livre de 1947 The Imperium: A Philosophy of History and Politics de Francis Parker Yockey. Au début des années 1990, ce concept a été complété, élargi et affiné dans des brochures éditées par le Britannique David Myatt.
Sous l'influence de la théosophie d'Helena Blavatsky était l'idéologie de James H. Madole, fondateur et chef du Parti de la Renaissance nationale créé en 1949. Helena Blavatsky a développé la théorie raciale de l'évolution, selon laquelle la « race blanche » était la « cinquième race racine », appelée la « race aryenne ». Selon Blavatsky, les Aryens ont été précédés par les Atlantes qui ont péri dans le déluge qui a inondé le continent de l'Atlantide . Les trois races qui ont précédé les Atlantes, selon Blavatsky, étaient des proto-humains ; c'étaient les Lémuriens, les Hyperboréens et la première race astrale racine. Cet enseignement est basé sur l'idée de Madole selon laquelle la « race aryenne » est vénérée comme des « dieux blancs » depuis des temps immémoriaux. Madole a proposé de créer une structure de gouvernance basée sur les lois de Manu hindouistes et le système de caste hiérarchique indien.
De nombreuses idées suprématistes blanches ont proposé le nord-ouest du Pacifique (Washington, Oregon, Idaho et une partie du Montana) comme territoire pour un ethno-État blanc. L'idée de créer un impératif territorial du Nord-Ouest sur cette terre a été promue par Richard G. Butler, Robert Jay Mathews, David Lane et Harold Covington, ainsi que l'organisation terroriste « The Order », l'organisation néo-nazie du « Christian Identity » « Aryan Nations », le groupe skinhead NS « Volksfront » et « Front Nord-Ouest », etc.